# Phellinus bicuspidatus
Phellinus bicuspidatus är en svampart som beskrevs av Lombard & M.J. Larsen 1985. Phellinus bicuspidatus ingår i släktet Phellinus och familjen Hymenochaetaceae.   Inga underarter finns listade i Catalogue of Life.